# Grancey-sur-Ource
Grancey-sur-Ource település Franciaországban, Côte-d’Or megyében. Lakosainak száma 179 fő (2022. január 1.). Grancey-sur-Ource Cunfin, Essoyes, Mussy-sur-Seine, Verpillières-sur-Ource, Autricourt és Charrey-sur-Seine községekkel határos.

## Népesség
A település népességének változása:
| Lakosok száma | 316  | 253  | 237  | 203  | 218  | 211  | 200  | 196  | 193  | 179  |
|               | 1968 | 1982 | 1990 | 2006 | 2013 | 2015 | 2017 | 2019 | 2020 | 2022 |